# Jan Somers
Jan Somers (Mierlo, 28 dicembre 1964 – Mierlo, 28 gennaio 2011) è stato un chitarrista olandese, famoso per la sua militanza nei Vengeance.

## Biografia
Jan Somers entrò nei Vengeance nel 1987 come chitarrista ritmico, sostituendo Oscar Hollmann, cofondatore della band insieme al cantante Leon Goewie. Con la band sosterrà il tour dell'album Take It or Leave It (pubblicato poco prima del suo ingresso nella band), e successivamente rimarrà l'unico elemento stabile della formazione. Dopo l'abbandono di Goewie (1990) e di Arjen Anthony Lucassen (1992), egli diverrà il maggiore compositore del gruppo fino al rientro di Goewie (1997), rimanendo poi un grande contributore. 
 Suo figlio Timo Somers entrò nella band nel 2008 alla chitarra solista. Padre e figlio appaiono insieme nell'album Soul Collector, pubblicato nel 2009.
Jan Somers morì il 28 gennaio 2011, all'età di 46 anni, nella sua casa a Mierlo, colpito da un attacco cardiaco. Il suo posto non è stato preso da nessuno, infatti Timo è ancora l'unico chitarrista del gruppo.

## Discografia

### Con i Vengeance

#### Album in studio
- Arabia (1989)
- The Last of the Fallen Heroes (1994)
- Back from Flight 19 (1997)
- Back in the Ring (2006)
- Soul Collector (2009)

#### EP
- If Lovin' You is Wrong (1989)

#### Live
- Same, Same... But Different (2007)

#### Raccolte
- The Last Teardrop '84-'92 (1992)
- Rock 'n' Roll Shower '84-'98 (1998)
- Wings of an Arrow (2000)

#### Singoli
- Arabia (1989)
- If Lovin' You is Wrong (1989)
- As the Last Teardrop Falls (1992)
- Planet Zilch (1997)
- Crazy Horses (1998)